# Jaroslav Staněk
Jaroslav Staněk (* 24. Februar 1940 in Podwihof, Landkreis Troppau) ist ein tschechoslowakischer Tischtennisspieler, der in den 1960er Jahren zu den Besten in Europa gehörte und 1964 Europameister im Doppel wurde.

## Werdegang
Mitte der 1960er Jahre gehörte Staněk dem Verein Slavia Prag an, mit dessen Herrenmannschaft er 1965/66 tschechischer Meister wurde und dann den ETTU Cup gewann.
Zahlreiche internationale Erfolge erzielte Staněk mit seinem Landsmann Vladimír Miko als Doppelpartner. Von 1959 bis 1971 nahm er an sieben Weltmeisterschaften teil. Dabei kam er 1967 im Doppel bis ins Halbfinale. Viermal wurde er mit der Mannschaft Fünfter. Für die Europameisterschaften wurde er viermal nominiert. Hier war er 1964 am erfolgreichsten, als er im Einzelwettbewerb nach seiner Halbfinal-Niederlage gegen den Ungarn Zoltán Berczik Dritter wurde und im Doppel mit Miko durch den Endspielsieg gegen die Schweden Hans Alsér/Kjell Johansson Europameister wurde. Bei der nächsten EM 1966 standen sich im Finale dieselben Gegner gegenüber. Diesmal verloren Staněk/Miko und wurden Zweiter.
Bei den Internationalen Deutschen Meisterschaften siegte das Doppel 1966 und 1968, im Einzel wurde Staněk 1966 Erster. 1964 belegte er im Mixed mit Marta Lužová Platz zwei. Im Herren-Einzel gewann er außerdem die Internationalen Meisterschaften von Wales (1966), England (1967), Tschechoslowakei (1969) und Kanada (1969). Mit seinem Verein Slavia Prag gewann er 1969 den europäischen Vereinspokal. In der ITTF-Weltrangliste wurde er Mitte 1969 auf Platz zehn geführt.

## Ende der aktiven Laufbahn
Nach 1971 trat Staněk international nicht mehr in Erscheinung. Später arbeitete er als Journalist und gewann bei der Weltmeisterschaft 1977 das Journalistenturnier. In den 1990er Jahren war er Nationaltrainer in Österreich.

## Turnierergebnisse
| Verband | Veranstaltung       | Jahr | Ort       | Land | Einzel        | Doppel        | Mixed         | Team |
| ------- | ------------------- | ---- | --------- | ---- | ------------- | ------------- | ------------- | ---- |
| TCH     | Europameisterschaft | 1968 | Lyon      | FRA  | Viertelfinale | Viertelfinale | Viertelfinale |      |
| TCH     | Europameisterschaft | 1966 | London    | ENG  | Viertelfinale | Silber        |               |      |
| TCH     | Europameisterschaft | 1964 | Malmö     | SWE  | Halbfinale    | Gold          |               |      |
| TCH     | Europameisterschaft | 1960 | Zagreb    | YUG  | letzte 16     | Viertelfinale |               |      |
| TCH     | Weltmeisterschaft   | 1971 | Nagoya    | JPN  | letzte 64     | keine Teiln.  | keine Teiln.  | 11   |
| TCH     | Weltmeisterschaft   | 1969 | München   | FRG  | Viertelfinale | Viertelfinale | Viertelfinale | 7    |
| TCH     | Weltmeisterschaft   | 1967 | Stockholm | SWE  | letzte 64     | Halbfinale    | letzte 64     | 5    |
| TCH     | Weltmeisterschaft   | 1965 | Ljubljana | YUG  | letzte 32     | letzte 16     | letzte 32     | 5    |
| TCH     | Weltmeisterschaft   | 1963 | Prag      | TCH  | letzte 64     | Viertelfinale | letzte 32     | 5    |
| TCH     | Weltmeisterschaft   | 1961 | Peking    | CHN  | letzte 32     | letzte 32     | letzte 32     | 10   |
| TCH     | Weltmeisterschaft   | 1959 | Dortmund  | FRG  | letzte 128    | letzte 16     | keine Teiln.  | 5    |